# Palomar 4
Palomar 4 es un cúmulo globular de la Vía Láctea perteneciente al grupo de cúmulos globulares de Palomar. Fue descubierto en 1949 por Edwin Hubble y nuevamente en 1955 por AG Wilson. Según las mediciones de sus estrellas realizadas por la sonda espacial Gaia, se encuentra al menos a 65,000 años luz (20,000 pársecs) del Sol.
Este cúmulo de estelar está más lejos que la galaxia satélite SagDEG.
Inicialmente se pensó que era una galaxia enana, y se le dio el nombre de Enana de la Osa Mayor. Sin embargo, más tarde se descubrió que se trataba de un cúmulo globular.